# Kostel svatého Václava (Hora Svatého Václava)
Římskokatolický filiální kostel svatého Václava v Hoře Svatého Václava je monumentální stavba pocházející ze třetí čtvrtiny 14. století. Původně gotická jednolodní stavba s polygonálně uzavřeným presbytářem a věží čtvercového půdorysu se nachází na návrší, které bývalo dříve opevněno, a v 17. století prošla barokní přestavbou. Zdejší farnost zanikla v roce 2005 sloučením s poběžovickou farností, bohoslužby se zde konají každou neděli.
Je chráněn jako kulturní památka České republiky.
Kostel stojí na přirozeném nízkém návrší („hoře“) na místě, které bylo od počátku zamýšleno jako obranný bod. Podloží kolem kostela je spíše skalnaté a pro zemědělskou činnost se příliš nehodí. I z tohoto důvodu nikdy nedošlo k rozšíření vsi a kostel zůstal obklopen jen pár grunty.

## Stavební fáze
Kostel je poprvé zmíněn roku 1345 jako kostel „na hrubejch“ – tedy na hrobech. Nejstarší zachovalou částí gotického kostela je mohutná věž na půdorysu 6×7 metrů z třetí čtvrtiny 14. století. V suterénu věže se nalézá klenutý sklípek, který mohl sloužit jako kostnice. Loď a presbytář byly zřejmě pobořeny za husitských válek a k jejich znovupostavení došlo kolem poloviny patnáctého století. Otázky vzbuzuje použití hrubozrné žuly v pilířích kněžiště a jemnozrného pískovce ve špaletách oken kněžiště. Loď byla během barokní přestavby v 18. století výrazně zvýšena a zaklenuta valenou klenbou, původní výše lodi je dobře patrná na armatuře jejího jihovýchodního nároží. Okna byla snížena a zaklenuta obloukem. V jižní zdi byl také zazděn gotický portál s profilovaným ostěním a nalevo od něj vstup na kůr.

## Stavební podoba
K mohutné kostelní věži na severní straně přiléhá pětiboké kněžiště s osmi opěrnými pilíři. Na kněžiště navazuje rozšířená a zvýšená obdélníková loď se čtyřmi opěrnými pilíři, po dvou z každé strany. K hladkému kolmému západnímu průčelí lodi s polovalbovou střechou pak přiléhá drobná čtyřúhelná sakristie. Okna nejsou symetricky rozmístěna, proti třem oknům na jižní straně lodi je proraženo jen jedno okno na straně severní a tři okna do kněžiště jsou umístěna z jihu, jihovýchodu a východu. Uvnitř jsou stěny lodi zesíleny čtyřmi pilíři z první poloviny 19. století, výmalba kleneb pochází až z konce dvacátých let 20. století.

## Galerie

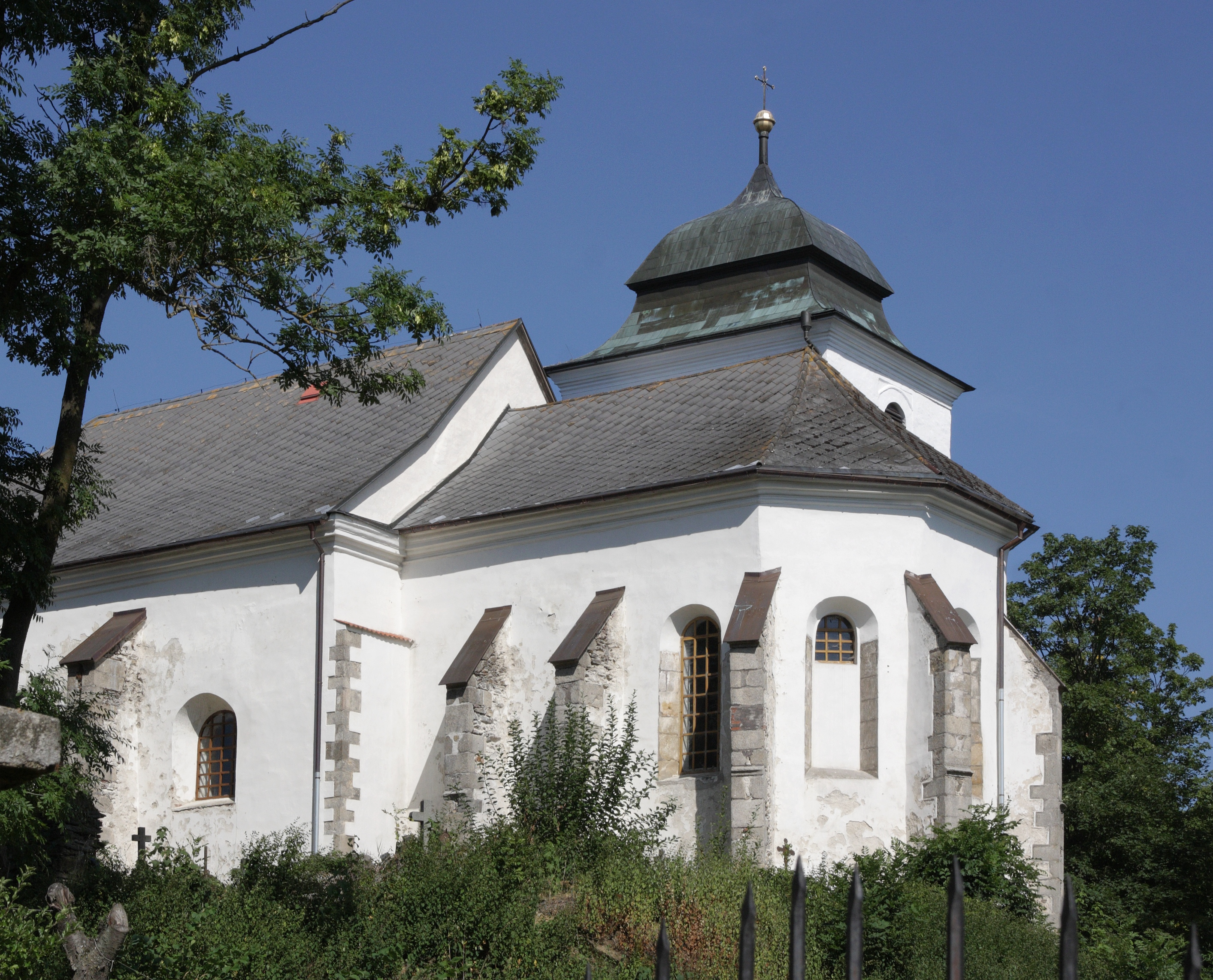
presbytář kostela
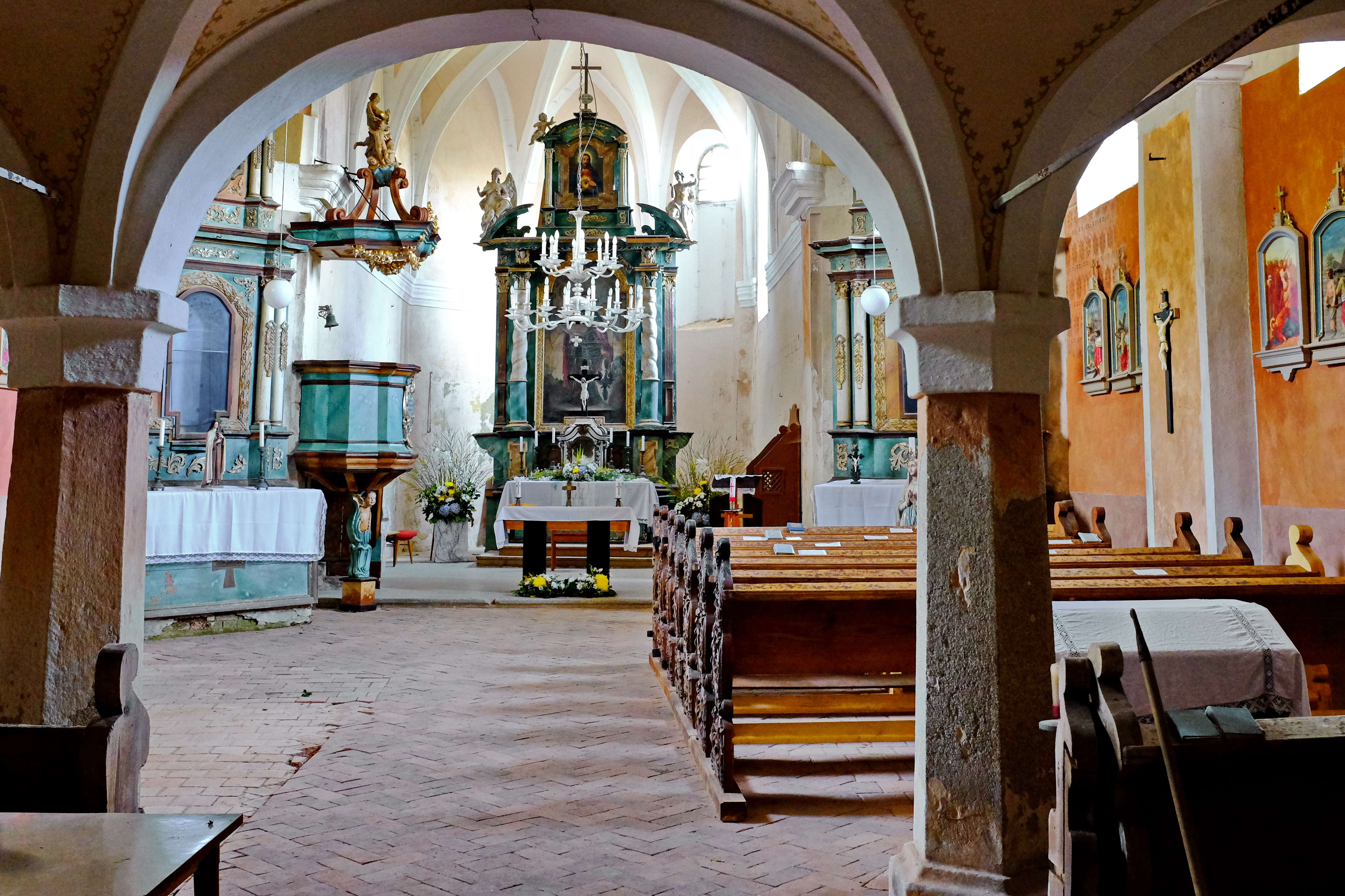
interiér s oltářem
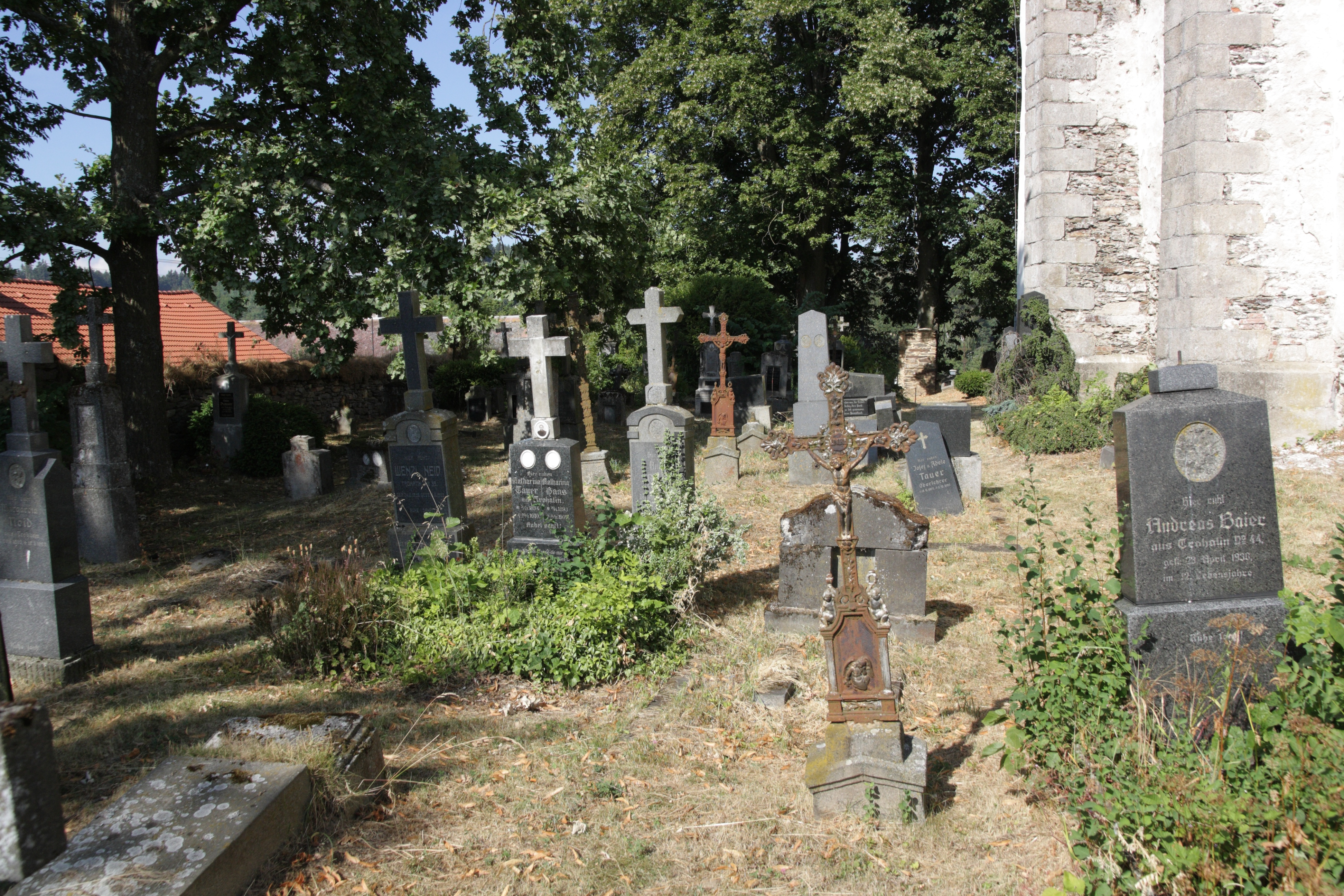
hřbitov kolem kostela